# Hande Soral
Hande Soral (İnegöl, 2 febbraio 1987) è un'attrice turca, nota per aver interpretato il ruolo di Ayla Ümit Kahraman nella serie Terra amara (Bir Zamanlar Çukurova).

## Biografia
Nata nel 1987 a İnegöl, in provincia di Bursa (Turchia) dalla madre Sebahat e dal padre Hamdi Soral, entrambi di origine albanese, Hande ha un fratello, Bedirhan, e una sorella, Bensu (anche lei attrice), i quali sono gemelli.
Dopo aver completato l'istruzione primaria e secondaria, ha deciso di iscriversi presso la facoltà di psicologia dell'Università Bilgi di Istanbul, dove al termine degli studi ha conseguito la laurea. Nel 2007 ha fatto la sua prima apparizione in televisione nel programma televisivo in onda su TV8 Komedi Dükkanı. Dal 2008 al 2011 ha accettato di interpretare il ruolo di Armağan Gezici, protagonista della serie in onda su Kanal D e Star TV Küçük Kadınlar. Nel 2010 ha recitato nella serie in onda su Star TV Gecekondu, mentre nel 2011 ha recitato nella serie in onda su ATV Bir Günah Gibi. Nel 2012 e nel 2013 ha recitato nella serie in onda su ATV Alev Alev. Nel 2013 ha recitato nel cortometraggio Gizli Oturum diretto da Merve Hüriyet. Nel 2013 ha interpretato il ruolo di Nilay nella miniserie in onda su Kanal D Fatih.
Nel 2014 ha fatto il suo debutto sul grande schermo con il ruolo di Young Cennet nel film drammatico Birleşen Gönüller diretto da Hasan Kiraç, dove ha recitato insieme all'attore Serkan Şenalp. Nello stesso anno ha recitato nelle serie in onda su TRT 1 Böyle Bitmesin (nel ruolo di Nilay) e nella serie in onda su Kanal D Çalıkuşu (nel ruolo di Azelya). Nel 2014 e nel 2015 ha ricoperto il ruolo di Fatma nella serie in onda su Show TV Yılanların Öcü. Nel 2016 ha recitato nella serie in onda su Fox Kalbim Yangın Yeri.
Nel 2017 ha interpretato il ruolo di Zeyno Akbas nella serie Evlat Kokusu e quello di Handan nella serie İsimsizler, entrambe in onda su Kanal D. Nello stesso anno ha interpretato il ruolo di Lale nel film We'll Get Back to You diretto da Doga Can Anafarta. Sempre nel 2017 ha ricoperto il ruolo di Esra nel film televisivo in onda su Kanal D Tahin pekmez diretto da Taner Akvardar. L'anno successivo, nel 2018, ha ricoperto il ruolo di Frida Kahlo nella commedia teatrale Dali'nin Kadınları.
Nel 2018 e nel 2019 ha interpretato il ruolo di Ilbilge Hatun nella serie in onda su TRT 1 Diriliş Ertuğrul. Nel 2021 è stata scelta per interpretare il ruolo di Ayla Ümit Kahraman nella serie in onda su ATV Terra amara (Bir Zamanlar Çukurova), insieme agli attori Hilal Altınbilek, Murat Ünalmış, Furkan Palalı e Nazan Kesal. Nello stesso anno ha interpretato il ruolo di Oyku nel film Kovala diretto da Burak Kuka.
Nel 2022 ha ricoperto il ruolo di Su Demir nella web serie di FX e BluTV Alef. Nello stesso anno ha interpretato il ruolo di Sema nel film Müstakbel Damat diretto da Ilker Ayrik. Nel medesimo anno ha preso parte al programma televisivo in onda su Star TV Doğu Demirkol ile Alelade Show. Nel 2023 ha ricoperto il ruolo di Sanem nel film Murat Gögebakan - Kalbim Yarali diretto da Ali Akyildiz. Nel 2023 e nel 2024 ha ottenuto il ruolo della protagonista Mercan Ateş nella serie in onda su ATV Ateş Kuşları, insieme all'attrice İlayda Alişan. Nel 2024 ha vestito i panni di Defne nel film Akıldan Kalbe diretto da Özer Feyzioğlu, dove ha recitato insieme agli attori Kerem Alışık e Şenay Gürler. Nel 2025 si è unita al cast della web serie di tabii Gassal per interpretare il ruolo di Nihan.

## Vita privata
Dal 2017 è sposata con l'attore İsmail Demirci, dal quale ha avuto un figlio, Ali, nato nel 2022.

## Filmografia

### Cinema
- Birleşen Gönüller, regia di Serkan Şenalp (2014)
- We'll Get Back to You, regia di Doga Can Anafarta (2017)
- Kovala, regia di Burak Kuka (2021)
- Müstakbel Damat, regia di Ilker Ayrik (2022)
- Murat Gögebakan - Kalbim Yarali, regia di Ali Akyildiz (2023)
- Akıldan Kalbe, regia di Özer Feyzioğlu (2024)

### Televisione
- Küçük Kadınlar – serie TV, 26 episodi (Kanal D, Star TV, 2008-2011)
- Gecekondu – serie TV (Star TV, 2010)
- Bir Günah Gibi – serie TV (ATV, 2011)
- Alev Alev – serie TV, 16 episodi (ATV, 2012-2013)
- Fatih – miniserie TV, 5 episodi (Kanal D, 2013)
- Böyle Bitmesin – serie TV, 1 episodio (TRT 1, 2014)
- Çalıkuşu – serie TV, 11 episodi (Kanal D, 2014)
- Yılanların Öcü – serie TV, 49 episodi (Show TV, 2014-2015)
- Kalbim Yangın Yeri – serie TV (Fox, 2016)
- Evlat Kokusu – serie TV, 9 episodi (Kanal D, 2017)
- İsimsizler – serie TV, 14 episodi (Kanal D, 2017)
- Tahin pekmez, regia di Taner Akvardar – film TV (Kanal D, 2017)
- Diriliş Ertuğrul – serie TV, 29 episodi (TRT 1, 2018-2019)
- Terra amara (Bir Zamanlar Çukurova) – serie TV, 25 episodi (2021)
- Alef – serie TV, 8 episodi (FX, BluTV, 2022)
- Ateş Kuşları – serie TV, 54 episodi (ATV, 2023-2024)
- Gassal – serie TV, 10 episodi (tabii, 2025)

### Cortometraggi
- Gizli Oturum, regia di Merve Hüriyet (2013)

## Teatro
- Dali'nin Kadınları (2018)

## Programmi televisivi
- Komedi Dukkani – programma TV, 2 puntate (TV8, 2007) - guest star
- Doğu Demirkol ile Alelade Show – programma TV (Star TV, 2022) - guest star

## Doppiatrici italiane
Nelle versioni in italiano dei suoi film e delle sue serie TV, Hande Soral è stata doppiata da:
- Veronica Puccio[55] in Terra amara[56]

## Riconoscimenti
- Golden Palm Awards
  - 2020: Candidata come Miglior attrice teatrale